# Eat the Rich
Az Eat the Rich a brit Motörhead zenekar 1987-ben megjelent mini-albuma. A címadó dalt Peter Richardson angol komikus azonos című filmjéhez írták, melyben a zenekar is szerepet kapott.
Pete Gill dobost a forgatás napján rúgták ki és Phil 'Philthy Animal' Taylor három év után visszatért a Motörheadbe. Az "Eat the Rich" dalt, valamint az EP-re felkerült további két számot már vele rögzítették.
Az "Eat the Rich" felvételét az 1986-os Orgasmatron album producerével Bill Laswellel készítették, míg a másik két dalt az 1987-es Rock 'n' Roll album stúdiómunkálatai során Guy Bidmead hangmérnökkel. A "Cradle to the Grave" és a "Just 'cos You Got the Power" sem szerepelnek a nagylemezen, de később a Rock 'n' Roll album 1997-es CD kiadására felkerültek bónuszként.

## Az album dalai
1. "Eat the Rich" – 4:34
2. "Cradle to the Grave" – 4:05
3. "Just 'cos You Got the Power" – 7:30

## Közreműködők
- Ian 'Lemmy' Kilmister – basszusgitár, ének
- Phil Campbell – gitár, slide gitár
- Mike 'Würzel' Burston – gitár,
- Phil 'Philthy Animal' Taylor – dobok